# Zbrodnia w Worochcie (powiat nadwórniański)
Zbrodnia w Worochcie – zbrodnia dokonana w noc sylwestrową z 31 grudnia 1944 na 1 stycznia 1945 roku przez oddział Ukraińskiej Powstańczej Armii na polskich mieszkańcach wsi Worochta, położonej w byłym powiecie nadwórniańskim województwa stanisławowskiego. W jej wyniku zginęło 72 Polaków.

## Przebieg zbrodni
Według ustaleń dokonanych przez Sz. Siekierkę, H. Komańskiego i E. Różańskiego oddział UPA pod dowództwem gajowego Hawryły Dederczuka otoczył wieś kordonem. Następnie upowcy rozeszli się po wsi, wstępowali do polskich domów i mordowali Polaków bez względu na płeć i wiek przy pomocy broni białej (noże, bagnety, topory). Po dokonaniu mordu do obejść wkraczały ukraińskie kobiety i zabierały na podstawione sanie mienie zabitych. Miejscowi Huculi odmawiali wskazywania, gdzie mieszkają Polacy, dzięki czemu część polskich domów została pominięta przez zabójców. Inną formą pomocy Polakom było ich ukrywanie w huculskich domach. 
Rzeź przerwała interwencja wojska sowieckiego stacjonującego w pensjonacie „Oaza”, zaalarmowanego przez córkę legionisty Sołowija. W sumie zamordowano 72 Polaków, w tym 8-osobową rodzinę Wydrów.
Ciała zabitych zostały pochowane 2 stycznia 1945 przy pomocy żołnierzy sowieckich w zbiorowej mogile przy cerkwi greckokatolickiej w Worochcie. Po pogrzebie większość Polaków ewakuowała się z Worochty do Nadwórnej i Stanisławowa.

## Upamiętnienie

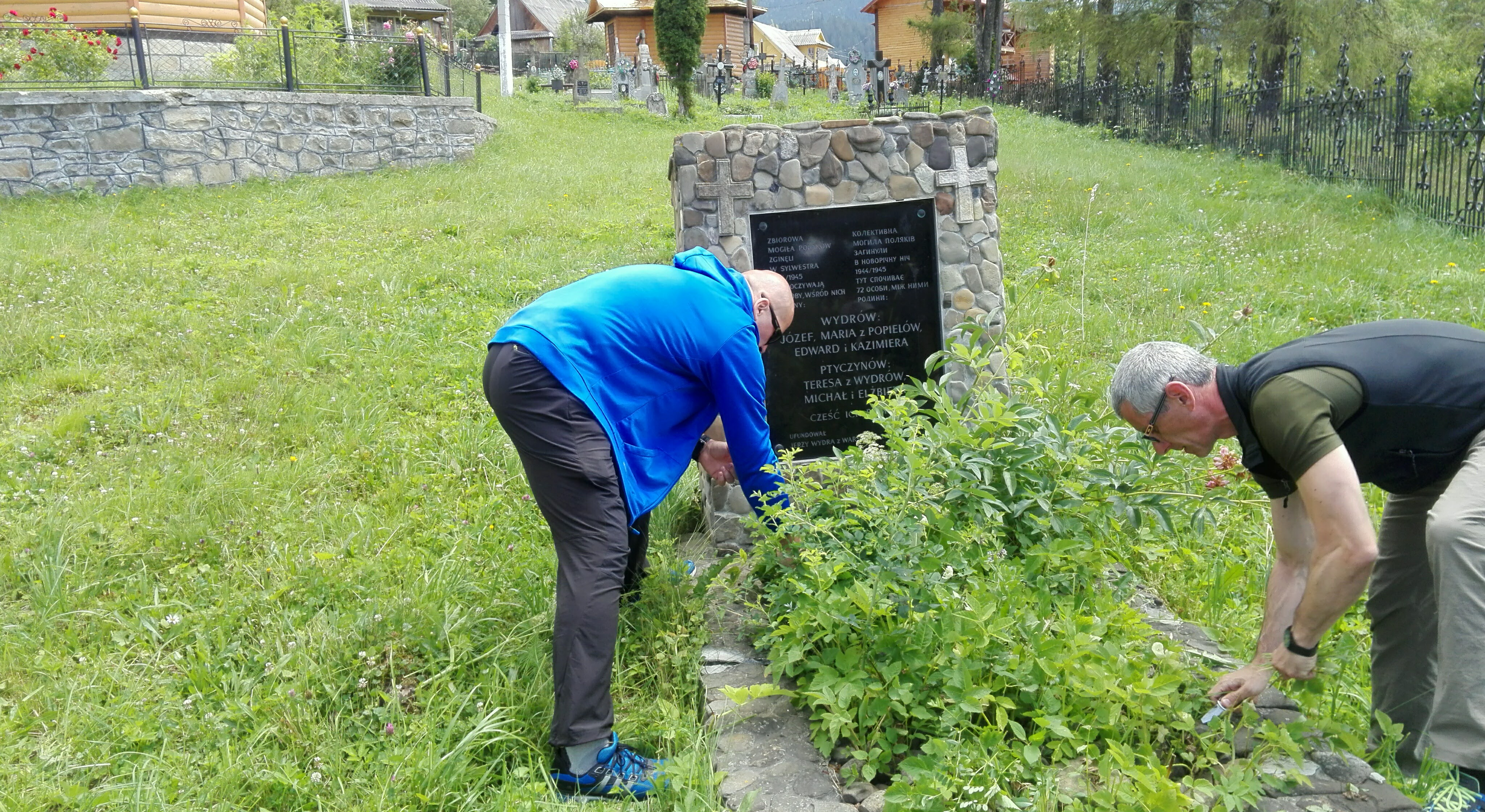
Murowany pomnik nagrobny z tablicą upamiętniającą mord na Polakach ufundowana przez Jerzego Wydrę w 2005 roku, znajdująca się na cmentarzu przy cerkwi pod wezwaniem Piotra i Pawła w Worochcie

W 1991 roku na mogile ofiar umieszczono tablicę pamiątkową. W 2005 roku Jerzy Wydra ufundował w tym miejscu murowany pomnik nagrobny z nową tablicą.